# ويليام بي. فرانك
ويليام بي. فرانك (بالإنجليزية: William B. Franke)‏ هو سياسي أمريكي، ولد في 15 أبريل 1894 في تروي في الولايات المتحدة، وتوفي في 30 يونيو 1979 في روتلاند في الولايات المتحدة.

## روابط خارجية
- ويليام بي. فرانك على موقع مونزينجر (الألمانية)